# Eois undulosata
Eois undulosata är en fjärilsart som beskrevs av W. Warren 1901. Eois undulosata ingår i släktet Eois och familjen mätare. Inga underarter finns listade i Catalogue of Life.